# Земские доски
Земские доски (чеш. zemské desky, др. чеш. desky zemské, лат. terrae tabulae) — важнейший источник права Чешского королевства в период с XIII по XVIII века, представлявший собой систематизированные записи судебных и административных прецедентов, заключённые в деревянный переплёт, благодаря чему источник и получил своё название. Кроме того, земские доски выполняли функции регистров вещных и обязательственных прав дворянских сословий. Первоначально составлялись пробстом Вышеградского капитула, выполнявшим функции королевского канцлера, позднее составлением земских досок занимались секретари чешского земского суда. Оригинальное собрание земских досок было практически полностью уничтожено пожаром 1541 года.

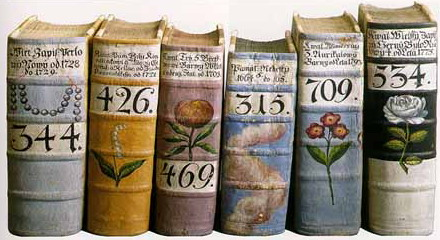
Земские доски

## Возникновение и значение
В средневековой Чехии главным органом, осуществлявшим разработку и утверждение правовых норм, был высший земский суд, возникший при короле Пршемысле Отакаре II (1253—1278) в качестве постоянной судебной комиссии сословно-представительного земского сейма. Постановления и решения высшего земского суда стали главным источником чешского земского права.
С момента возникновения высшего земского суда началась и запись его постановлений и решений. Старейшее дошедшее до нас указание на существование письменного регистра судебных актов земского суда Чехии относится к 25 августа 1279 года. В грамоте, датированной этим днём, повествуется об уничтожении («кассации») сделанной ранее в судебных книгах записи постановления земского суда по делу о тяжбе между вышеградским пробстом Петром и Вышеградским капитулом. Как следует из грамоты, кассация прежних записей в земских книгах производилась в форме другой записи и к тому времени стала уже устоявшейся практикой. Таким образом, в период правления короля Пршемысла Отакара II практика внесения в земские доски записей судебных решений и сентенций была уже вполне сложившейся. Само же название «земские доски» (лат. terrae tabulae) начинает применяться к судебным книгам-регистрам только с начала XIV века. В других землях Чешской короны земские доски появились несколько позже: в Моравии их начали вести при Брненском и Оломоуцком судах с 1348 года, в Силезии — с начала XV века.
Записи в земские книги первоначально делались на латыни, однако в период правления короля Вацлава IV (1378—1419) записи начинают вноситься на чешском языке наравне с латинским. В 1495 году на земском сейме было принято решение о том, что все записи во всех земских книгах отныне будут вестись только на чешском языке.
Уже в XIII веке частные сделки с имуществом стали фиксироваться в земских книгах. Возникнув как регистры записей решений земского суда и земских сеймов, земские доски очень скоро стали регистрировать имущественные отношения дворян, фиксируя факты возникновения, перехода и прекращения прав на имущество, прежде всего, недвижимое. Переход правомочий собственности на свободные земельные держания, передача их в залог, установление поручительства, раздел недвижимого имущества и другие имущественные дела объявлялись перед земским чиновником, который совершал соответствующие регистрационные записи в земские доски. Таким образом, земские доски стали не только сводом постановлений сеймов и решений земского суда, но и «публичными поместными книгами». Чешские привилегированные сословия были крайне заинтересованы в регистрации своих свободных земельных держаний, поскольку «только точный учет правового положения дворянской земли, который велся в земских досках, мог гарантировать от осложнений при торговых трансакциях с землей».
Регистрационная запись в земских досках имела решающее значение при ссылке на неё в ходе судебного процесса. Ссылка на соответствующую запись в земских книгах была гораздо важнее для суда, чем даже свидетельские показания, если только подлинность самой записи не ставилась в ходе судебного разбирательства под сомнение. Согласно положениям «Ряда земского права», за подделку земских досок была установлена смертная казнь, которая грозила также виновному в необоснованном обвинении в такой подделке.
О важности записей в земских досках для гражданского оборота в феодальной Чехии говорит также и то, что название некоторых правовых форм земельных держаний своим происхождением обязано именно этому регистрационному процессу. Ярким примером являются так называемые «записные владения», представлявшие из себя заложенные земли, переходившие во владение кредитора до выплаты всей суммы долга, обеспеченного залогом этих земель. Установление такого залога осуществлялось в форме заявления сторон сделки перед земским судом и совершения соответствующей записи в земские «записные доски». Запись в земские доски вообще стала в период Средневековья наиболее надёжной с правовой точки зрения формой гражданско-правовых сделок. Известный средневековый чешский правовед Викторин Корнел из Вшегрд, заведовавший в конце XIV века ведением больших земских досок в канцелярии высшего земского суда, отмечал следующее: «...земские книги от времени ничего не теряют, моль и огонь им неопасны, вода и железо для них не существуют, а злоумышленникам они недоступны; будучи верными стражами всего в них записанного и внесённого, они нерушимо охраняют вверенные им права не только для нас и детей наших, но и для их детей и тех, которые от них произойдут».

## Категории и описание земских досок
В зависимости от своего содержания и предназначения земские доски делились на несколько категорий. Прежде всего, они подразделялись на большие земские доски (лат. majores tabulae terrae), составлением которых руководил секретарь высшего земского суда (подписарь, чеш. místopísař, лат. vicenotarius), и малые земские доски (лат. minores tabulae terrae), которые велись младшим секретарём суда или другим чиновником, подчинённым подписарю, по выбору последнего. К большим земским доскам относились договорные книги или «торговые доски» (лат. libri contractuum, чеш. desky trhové) и долговые книги или «записные доски» (лат. libri obligationum, чеш. desky zapisné). К малым земским доскам относились тяжебные или «погонные» доски (лат. tabulae citationum, чеш. desky pohonné), малые «записные доски» и другие регистры земского суда. Старейшими из всех были тяжебные или «погонные» доски, часть которых, относящаяся к 1316—1320 годам, сохранилась в архиве города Йиндржихув-Градец.
Если судить по сохранившимся в Йиндржихувом-Градце тяжебным доскам, земские книги состояли из четырёх отдельных пергаментовых тетрадей, которые переплетались в доски или кожу. Эти тетради назывались «кватернами» (чеш. kvatern). Записи делались в кватернах в алфавитном порядке по начальным буквам истцов и заявителей. В зависимости от этого тетради помечались соответствующими литерами (например, сохранившиеся в архиве Йиндржихува-Градца «погонные» доски состоят из тетрадей под литерами B, D, H, L, P, W и одной тетради с записями об уголовных делах). Первоначально в тетради делалась запись о возбуждении судебного процесса по конкретному делу, к которой затем добавлялись записи о постановлении суда и о различным процессуальным вопросам по данному делу. На оставшихся свободных местах тетради делались записи показаний о совершённых сделках с имуществом, которыми подтверждалось возникновение и прекращение вещных прав.
В 1320 году возникли договорные книги или «торговые доски», в которых делались записи об объявленных перед земским судом сделках с имуществом стоимостью более 100 коп пражских грошей. В конце правления короля Карела I Люксембургского (1346—1378) были заведены большие долговые книги или «записные доски», в которые вносились записи о долговых обязательствах и залоге имущества представителей панского и владыцкого сословий, и малые долговые книги или «записные доски», в которые записывались долговые обязательства на суммы, не превышавшие 100 коп пражских грошей. «Погонные» и «записные» земские доски отличались друг от друга цветом переплёта или обложки, а торговые доски различались по именам подписарей, которыми они составлялись.
В 1455 году появились так называемые «памятные доски» (лат. quaterni memoriarum, чеш. desky památné) для записи вопросов, которые необходимо было обсудить на ближайших заседаниях высшего земского суда или земского сейма. В эти доски вписывали королевские грамоты, постановления земских сеймов, решения земского суда, заметки земских чиновников и т. п. Часть этих записей ранее делалась в «погонных» (тяжебных) досках.
Внешний вид земских досок практически не изменился со времени их восстановления в 40-х годах XVI века вплоть до отмены этого правового института в период реформ короля Иосифа II (1780—1790).

## Частные кодификации
Панское сословие в Чехии традиционно противилось созданию официального кодифицированного акта земского права, утверждая, что принятие писанного правового кодекса лишит их «возможности своими постановлениями содействовать развитию права», поскольку они «будут связаны своими собственными решениями». Попытки королей Вацлава II и Карела I составить и утвердить на земском сейме такие акты натолкнулись на отчаянное сопротивление дворянства и были оставлены. Разработанный и представленный генеральному земскому сейму в сентябре 1355 года проект кодекса Карела I, получивший название Маестас Каролина (лат. Majestas Karolina), вызвал такое возмущение знати, что 6 октября король объявил в своей грамоте, будто проект случайно сгорел и не имеет юридической силы.
Попутно с королевскими попытками официальной кодификации в высшем земском суде проводилась работа чешских юристов по частной кодификации земского права. Самыми известными результатами этой работы стали «Изложение чешского земского права» высшего земского судьи пана Андрея (Ондржея) из Дубы (1320—1413) и «Девять книг о правах, судьях и земских книгах земли чешской» подписаря высшего земского суда магистра Викторина Корнела из Вшегрд (1460—1520).
«Изложение чешского земского права» было написано паном Андреем из Дубы в 1394—1400 годах после того, как в 1384—1394 годах он занимал должность высшего земского судьи Чешского королевства. Этот труд, созданный на основе нормативно-правового материала земских досок, кодифицировал сложившиеся к концу XIV века правила судебного процесса и содержит некоторые земские частноправовые нормы, главным образом семейные и наследственные. Основным источником работы пана Андрея была судебная практика чешского земского суда, королевские грамоты, а также нормы обычного права, сообщенные автору «старыми панами». Кроме того, в своей работе Андрей из Дубы использовал частные кодификации XIII—XIV веков, прежде всего, «Книгу старого пана из Рожмберка» и «Ряд земского права». Несмотря на то, что сборник пана Андрея из Дубы не был официально принят государством и носил частный характер, чешские земские судьи использовали его в своей практике вплоть до XVI века. «Изложение чешского земского права» было написано на чешском литературном языке и свидетельствует о высоком уровне развития чешского правового сознания накануне гуситских войн.

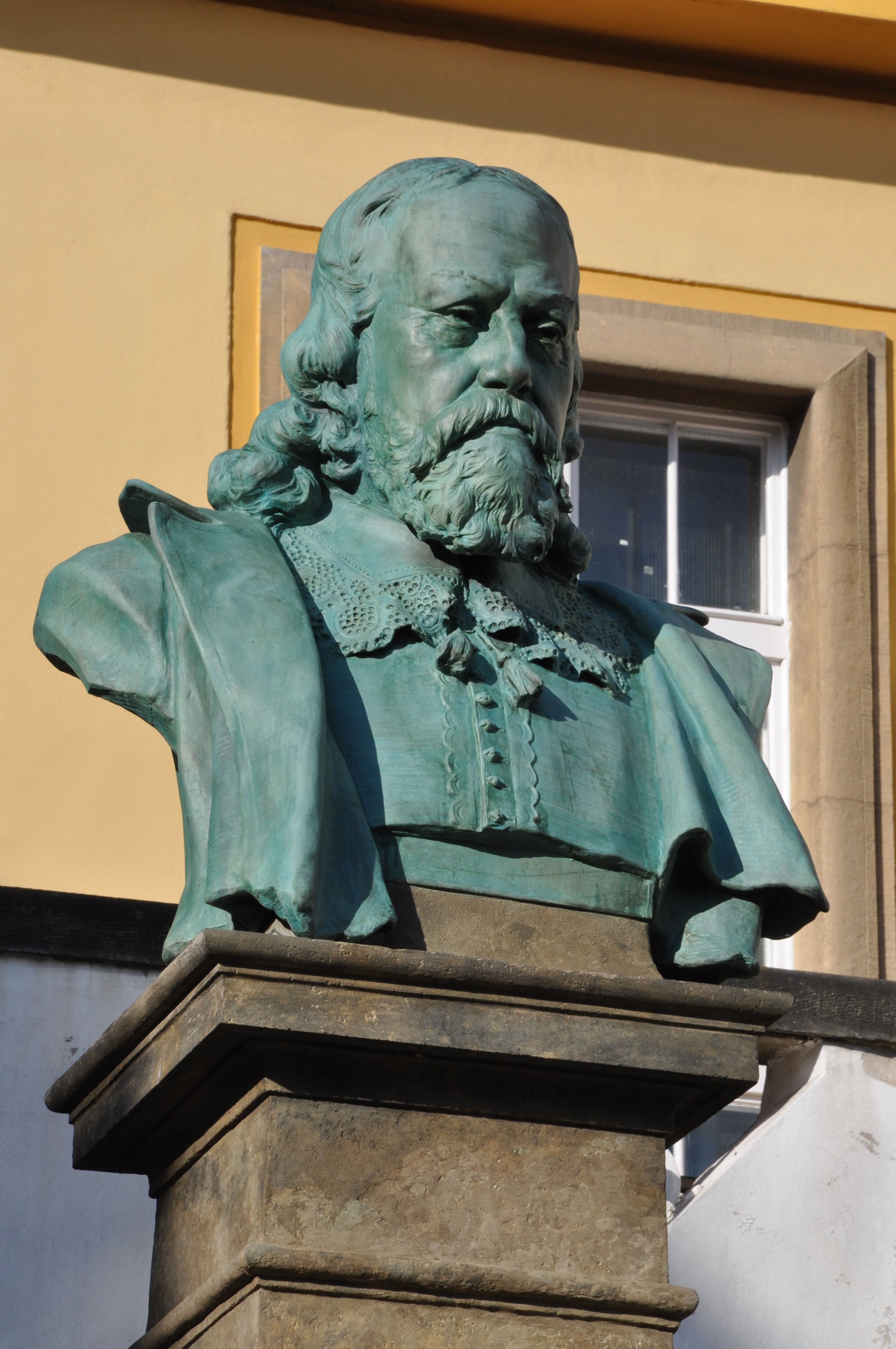
Викторин Корнел из Вшегрд. Бюст в его родном городе Хрудим

Сборник «Девять книг о правах, судьях и земских книгах земли чешской» был составлен магистром Викторином Корнелом из Вшегрд в 1495—1499 годах в то время, когда в 1493—1497 годах он занимал должность подписаря высшего земского суда, заведуя составлением больших земских досок. В 1508 году он существенно переработал свой труд, сделав его менее политизированным. Сборник магистра Викторина Корнела при его жизни не издавался, однако с самого начала получил известность среди современников. Характеризуя свой труд, автор утверждал: «Я не буду ничего писать без ясных доводов, по собственной прихоти, но все, что здесь написано о правах, может быть доказано и подкреплено либо земскими книгами, либо судебными решениями, древними и современными, общими или частными, либо обычаями и привычками, приобревшими силу закона». Работа Викторина из Вшеград всецело опирается на судебно-прецедентную практику, содержавшуюся, главным образом, в земских досках. В каждой главе и в каждом разделе сборника приводятся многочисленные ссылки на нормативные решения земского суда с указанием земской книги и первых слов судебного постановления или нормативного решения. Этот сборник стал результатом тщательного изучения и частной кодификационной переработки накопившегося нормативного материала, состоящего из занесённой в земские доски нормотворческой судебной и административной практики. Однако, несмотря на свой неоценимый юридический потенциал, «Девять книг о правах, судьях и земских книгах земли чешской» были умышленно игнорированы королевской властью, закрепившей более угодную правящим сословиям правовую концепцию во Владиславском земском уложении 1500 года. К середине XVI века память о сборнике Викторина из Вшегрд практически исчезла.

## Гибель и восстановление
К обеспечению сохранности земских досок королевской администрацией прилагались особые усилия. В самом начале гуситских войн архив земского суда по приказу короля Зикмунда I Люксембургского был перевезён в королевский замок Кршивоклат, а после пожара в Кршивоклате 18 мая 1422 года — вначале в Пльзень, затем в королевский замок Карлштейн, где хранился вместе с чешскими королевскими регалиями.
В конце XV века архив земских досок был возвращён в Прагу, где его первоначально разделили: собрание новых земских книг было размещено в королевской резиденции на Старем-Месте, а более старая часть земских досок была помещена в Пражский Град. В начале XVI века всё собрание земских досок уже хранилось в Пражском Граде, где и сгорело во время страшного пожара 2 июня 1541 года, уничтожившего большую часть Пражского Града и районов Градчаны и Мала-Страна. Погибший в огне архив земских досок включал в себя 12 томов тяжебных книг, 51 том торговых досок, 13 томов больших и 15 томов малых «записных» досок, 7 томов «памятных» книг и множество судебных регистров. В общей сложности пожаром было уничтожено более 100 томов земских досок, содержащих не менее 66 000 записей. Из всего собрания уцелели только часть тома тяжебных книг 1316—1320 годов, находившаяся в Градце-Кралове, и красная тяжебная книга 1539—1542 годов, находившаяся во время пожара у старосты коморников.
Вскоре после этого по городу поползли слухи, что пожар был устроен королём Фердинандом I Габсбургским специально чтобы уничтожить собрание земских досок, в которых содержались правовые основания прежних привилегий чешских сословий и документальные подтверждения прав на свободные земельные держания. Король получал существенное преимущество в противостоянии с сословиями, поставив восстановление земских досок под свой контроль.

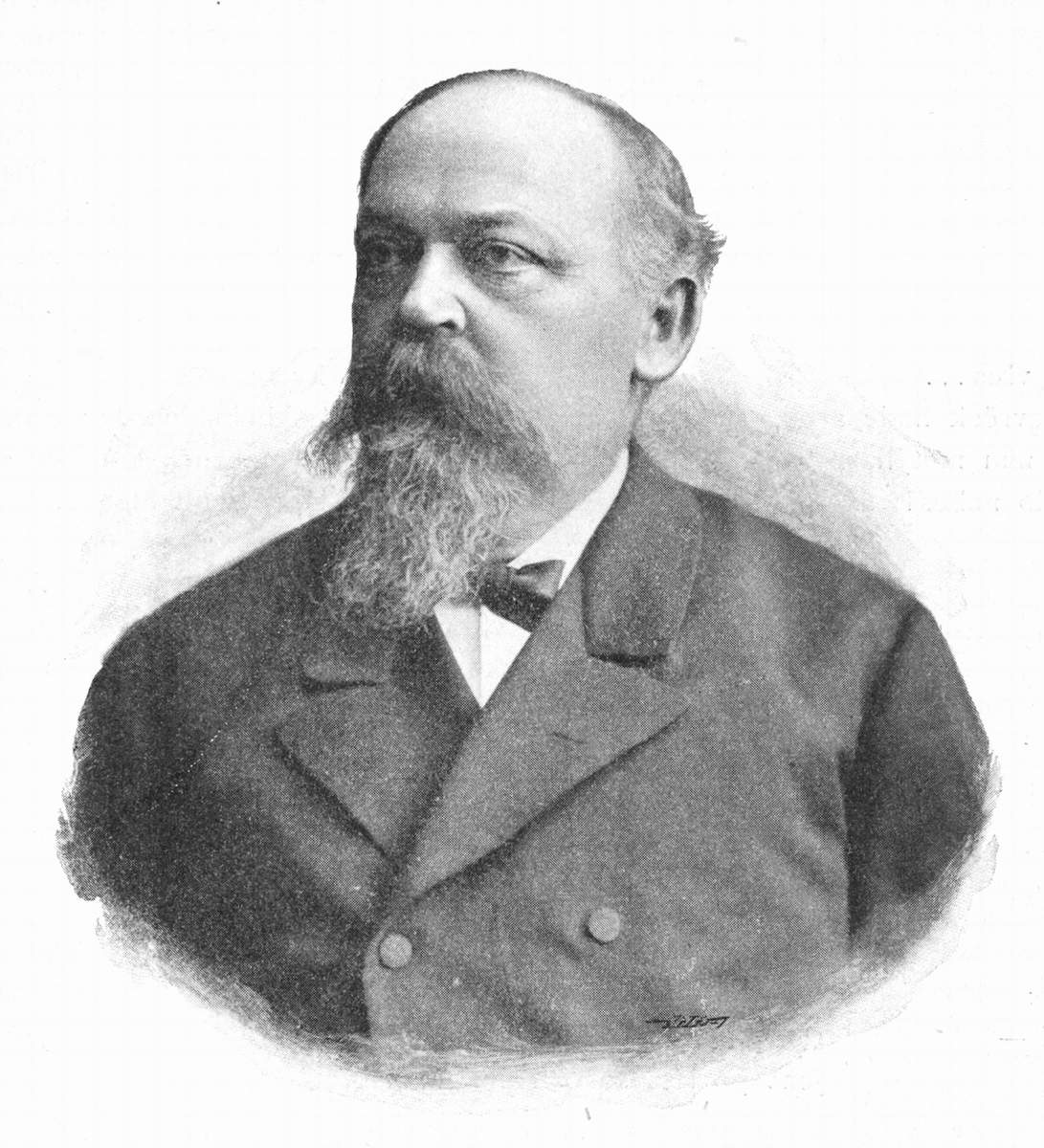
Йосеф Эмлер (1836—1899), частично восстановивший и впервые издавший земские доски, утраченные при пожаре 1541 года

Уже на первом после пожара земском сейме 5 декабря 1541 года король внёс предложение о восстановлении земских книг и вскоре была учреждена специальная комиссия, которая однако установила в качестве цели своей работы внесение в обновлённые земские доски не всех записей, содержавшихся в сгоревших земских книгах, а только тех, которые сохраняли на тот момент практическое правовое значение. В результате работы комиссии в «Обновлённые земские доски» попало несколько актуальных постановлений земских сеймов, а также были внесены записи о земельных и других имущественных правах отдельных лиц и дворянских родов. Все остальные записи, содержавшие нормы земского права, а равно постановления земских сеймов и решения земского суда, утратившие на тот момент практическое значение, восстановлены не были.
Первым, кто обратил внимание на необходимость восстановления утраченного материала сгоревшего в 1541 году собрания земских досок, был знаменитый чешский историограф Франтишек Палацкий, которому удалось привлечь к этой работе нескольких специалистов, среди которых были Карел Яромир Эрбен и Йосеф Эмлер. В период с 1863 по 1872 годы Эмлеру удалось собрать из разных источников огромное количество записей, содержавшихся в погибших земских досках, и издать их в двух томах под названием «Reliquiae tabularum terrae regni Bohemiae anno MDXLI igne consuptarum».

## Земские доски в Новое время
Стараниями короля в новые земские доски была внесена по крайней мере одна запись, которой ранее в земских книгах не было и быть не могло: в 1545 году Фердинанд I Габсбург добился согласия сословий на запись в «Обновленные земские доски» положения о том, что он занял чешский престол не в результате свободных выборов на земском сейме, как указывалось в его реверсе 1526 года, а только благодаря наследственным правам его жены Анны Ягеллонки, старшей сестры предыдущего короля Чехии Людвика Ягеллона. Кроме того, при составлении «Обновленных земских досок» в 1541—1547 годах в них не попали многие сословные привилегии, дарованные предыдущими королями, что явилось одной из причин пражского восстания сословий 1547 года.
Требования восставших сословий, изложенные в документе под названием «Дружественное соглашение чешских сословий», касались, в том числе, и вопросов составления земских досок. Например, раздел VI содержал требование установления единого размера государственной пошлины по всем делам, фиксировавшимся в земских досках (2 копы чешских грошей). После подавления восстания однако была проведена ревизия обновлённых земских досок, из которых по указанию короля были вычеркнуты привилегии и даже имущественные права участвовавших в восстании сословий и отдельных подданных.
Ещё до сословного восстания, на сейме 1543 года было решено предпринять меры к наибольшей сохранности земских книг в будущем. В качестве хранилища обновлённых земских досок был оборудован специальный подвал, а при внесении записей был введён принцип дублирования кватернов, второй экземпляр которых отправлялся на хранение в королевский замок Карлштейн. В результате следования этому принципу при создании первых 26 тетрадей торговых досок было скопировано 26 так называемых «пергаментовых карлштейнских кватернов». Однако вскоре по причине больших финансовых затрат от дублирования кватернов и направления их на хранение в Карлштейн отказались. Во время эпидемий чумы в Праге ведомство, занимавшееся ведением земских книг — «Уряд земских досок» (чеш. Uřad desk zemských), в 1554 году временно переезжало в Пльзень, а в 1583 и 1613 годах — в Табор.
После поражения восстания чешских сословий король Фердинанд II Габсбург 20 сентября 1623 года приказал чтобы все изменения и записи, внесённые в земские доски при «зимнем короле» Фридрихе Пфальцском, были из них исключены. Для этих целей был заведён специальный кватерн исправления земских досок (чеш. kvatern pro napravení desk), а также кватерны по делам иноземцев (чеш. kvaterny pro cizozemce), в которые вносились записи, касающиеся возникновения и прекращения имущественных прав иностранцев. Обновлённое земское уложение 1627 года изменило сословный характер института земских досок: «Уряд земских досок» отныне стал одним из ведомств королевского двора, а записи в земские доски законов и сеймовых постановлений с этого момента стали делаться по представлению короля, а не сословий. С этого момента записи в земские доски могли делаться не только на чешском, но и на немецком языке. Были установлены конфессионально-сословные требования к лицам, имевшим право вносить записи в земские доски: отныне это могли быть только католики, принадлежавшие не только к двум высшим сословиям, но и к лично свободным сельским собственникам (чеш. svobodník), мещанам и городским обществам привилегированных городов (к ним относились Пражские города, Кутна-Гора, Пльзень и Ческе-Будеёвице), но только с дозволения короля и церковных и светских корпораций.
Процесс полной отмены института земских досок начался с указа короля Иосифа II 1783 года, которым был упразднён «Уряд земских досок», а ведение кватернов передано напрямую архиву гражданского земского суда. В земские доски более не заносились записи о судебных разбирательствах, отныне они исполняли роль только реестра регистрационных записей о правах частной собственности на свободные земельные владения, постепенно приобретая характер поземельных книг, с которыми, в конце концов, и слились. В 1964 году правовой институт земских досок был официально упразднён.